# Englische Frauen-Cricket-Nationalmannschaft in Neuseeland in der Saison 2020/21
Die Tour der englischen Frauen-Cricket-Nationalmannschaft nach Neuseeland in der Saison 2020/21 fand vom 23. Februar bis zum 7. März 2021 statt. Die internationale Cricket-Tour war Bestandteil der Internationalen Cricket-Saison 2020/21 und umfasste drei WODIs und drei WTwenty20s. England gewann die WODI-Serie 2–1 und die WTwenty20-Serie 3–0.

## Vorgeschichte
Neuseeland spielte zuvor eine Tour in Australien, für England war es die erste Tour der Saison. Das letzte Aufeinandertreffen der beiden Mannschaften bei einer Tour fand in der Saison 2018 in England statt. Ursprünglich war das 1. WTwenty20 in Auckland geplant, wurde jedoch in Wellington ausgetragen, nachdem Auckland auf Grund der COVID-19-Pandemie unter Lockdown gestellt wurde.

## Stadien
Die folgenden Stadien wurden für die Austragung der Tour ausgewählt
| Stadion                     | Stadt           | Kapazität | Spiele            |
| --------------------------- | --------------- | --------- | ----------------- |
| Hagley Oval                 | Christchurch    | 20.000    | 1. WODI           |
| University Oval             | Dunedin         | 6.000     | 2. & 3. WODI      |
| Bay Oval                    | Mount Maunganui | 10.000    | 3. WTwenty20      |
| Wellington Regional Stadium | Wellington      | 34.500    | 1. & 2. WTwenty20 |

## Kaderlisten
Neuseeland benannte seinen WODI-Kader am 10. Februar 2021. England benannte seinen TGwenty20-Kader am 14. Februar 2021.
| WODI | WODI | WTwenty20 | WTwenty20 |
| Neuseeland | England | Neuseeland | England |
| --- | --- | --- | --- |
| - Sophie Devine (K) - Amy Satterthwaite (VK) - Natalie Dodd - Maddy Green - Brooke Halliday - Hayley Jensen - Fran Jonas - Amelia Kerr - Jess Kerr - Frances Mackay - Katey Martin (wk) - Hannah Rowe - Gabby Sullivan - Lea Tahuhu | - Heather Knight (K) - Natalie Sciver (VK) - Tammy Beaumont - Katherine Brunt - Kate Cross - Freya Davies - Sophia Dunkley - Sophie Ecclestone - Georgia Elwiss - Tash Farrant - Sarah Glenn - Amy Jones (wk) - Mady Villiers - Fran Wilson - Lauren Winfield-Hill - Danni Wyatt | - Sophie Devine (K) - Amy Satterthwaite (VK) - Kate Ebrahim - Maddy Green - Brooke Halliday - Hayley Jensen - Leigh Kasperek - Amelia Kerr - Jess Kerr - Rosemary Mair - Katey Martin (wk) - Thamsyn Newton - Hannah Rowe - Gabby Sullivan - Lea Tahuhu | - Heather Knight (K) - Natalie Sciver (VK) - Tammy Beaumont - Katherine Brunt - Kate Cross - Freya Davies - Sophia Dunkley - Sophie Ecclestone - Georgia Elwiss - Tash Farrant - Sarah Glenn - Amy Jones (wk) - Mady Villiers - Fran Wilson - Lauren Winfield-Hill - Danni Wyatt |

## Tour Match
| 14. Februar Scorecard | Queenstown | England 299-9 (50)          | – | New Zealand XI Women 289-6 (50) |
|                       |            | England gewinnt mit 20 Runs |   |                                 |

| 16. Februar Scorecard | Queenstown | New Zealand XI Women 316-5 (50)          | – | England 286 (49.3) |
|                       |            | New Zealand XI Women gewinnt mit 30 Runs |   |                    |

## Women’s One-Day Internationals

### Erstes WODI in Christchurch
| 23. Februar Scorecard | Christchurch | Neuseeland 178 (45.1)         | – | England 181-2 (33.4) |
|                       |              | England gewinnt mit 8 Wickets |   |                      |

Neuseeland gewann den Münzwurf und entschied sich als Schlagmannschaft zu beginnen. Also Spielerin des Spiels wurde Tammy Beaumont ausgezeichnet.

### Zweites WODI in Dunedin
| 26. Februar Scorecard | Dunedin | Neuseeland 192 (49.5)         | – | England 194-3 (37.4) |
|                       |         | England gewinnt mit 7 Wickets |   |                      |

Neuseeland gewann den Münzwurf und entschied sich als Schlagmannschaft zu beginnen. Also Spielerin des Spiels wurde Nat Sciver ausgezeichnet.

### Drittes WODI in Dunedin
| 28. Februar Scorecard | Dunedin | England 220 (47.5)               | – | Neuseeland 223-3 (46.4) |
|                       |         | Neuseeland gewinnt mit 7 Wickets |   |                         |

England gewann den Münzwurf und entschied sich als Schlagmannschaft zu beginnen. Also Spielerin des Spiels wurde Amelia Kerr ausgezeichnet.

## Women’s Twenty20 Internationals

### Erstes WTwenty20 in Wellington
| 3. März Scorecard | Wellington | Neuseeland 96 (19.4)          | – | England 99-3 (16) |
|                   |            | England gewinnt mit 7 Wickets |   |                   |

England gewann den Münzwurf und entschied sich als Feldmannschaft zu beginnen. Also Spielerin des Spiels wurde Sarah Glenn ausgezeichnet.

### Zweites WTwenty20 in Wellington
| 5. März Scorecard | Wellington | Neuseeland 123-9 (20)         | – | England 124-4 (17.2) |
|                   |            | England gewinnt mit 6 Wickets |   |                      |

England gewann den Münzwurf und entschied sich als Feldmannschaft zu beginnen. Also Spielerin des Spiels wurde Freya Davies ausgezeichnet.

### Drittes WTwenty20 in Mount Maunganui
| 7. März Scorecard | Mount Maunganui | England 128-9 (20)          | – | Neuseeland 96 (18) |
|                   |                 | England gewinnt mit 32 Runs |   |                    |

Neuseeland gewann den Münzwurf und entschied sich als Feldmannschaft zu beginnen. Also Spielerin des Spiels wurde Katherine Brunt ausgezeichnet.

## Auszeichnungen

### Player of the Series
Als Player of the Series wurden der folgende Spieler ausgezeichnet.
| Serie | Player of the Series |
| ----- | -------------------- |
| WODI  | –                    |
| WT20  | Tammy Beaumont       |

### Player of the Match
Als Player of the Match wurden die folgenden Spielerinnen ausgezeichnet.
| Spiel   | Player of the Match |
| ------- | ------------------- |
| 1. WODI | Tammy Beaumont      |
| 2. WODI | Nat Sciver          |
| 3. WODI | Amelia Kerr         |
| 1. WT20 | Sarah Glenn         |
| 2. WT20 | Freya Davies        |
| 3. WT20 | Katherine Brunt     |